# Тисакечке
Тисакечке (мађ. Tiszakécske) је град у Мађарској. Тисакечке је један од важнијих градова у оквиру жупаније Бач-Кишкун.
Тисакечке је имала 11.504 становника према подацима из 2009. године.

## Географија
Град Тисакечке се налази у средишњем делу Мађарске. Од престонице Будимпеште град је удаљен око 130 километара југоисточно. Град се налази у средишњем делу Панонске низије, на левој обали Тисе. Надморска висина града је око 85 метара.

## Галерија
- Камп у Тисакечкеу
- Тиса поред града

## Партнерски градови
- Либеке